# 岩出亥之助
岩出 亥之助（いわで いのすけ、1899年 - 1988年）は、日本の菌類学者・理化学者。農学博士（東京大学・論文博士・1955年）。三重大学農学部教授を歴任。三重県出身。

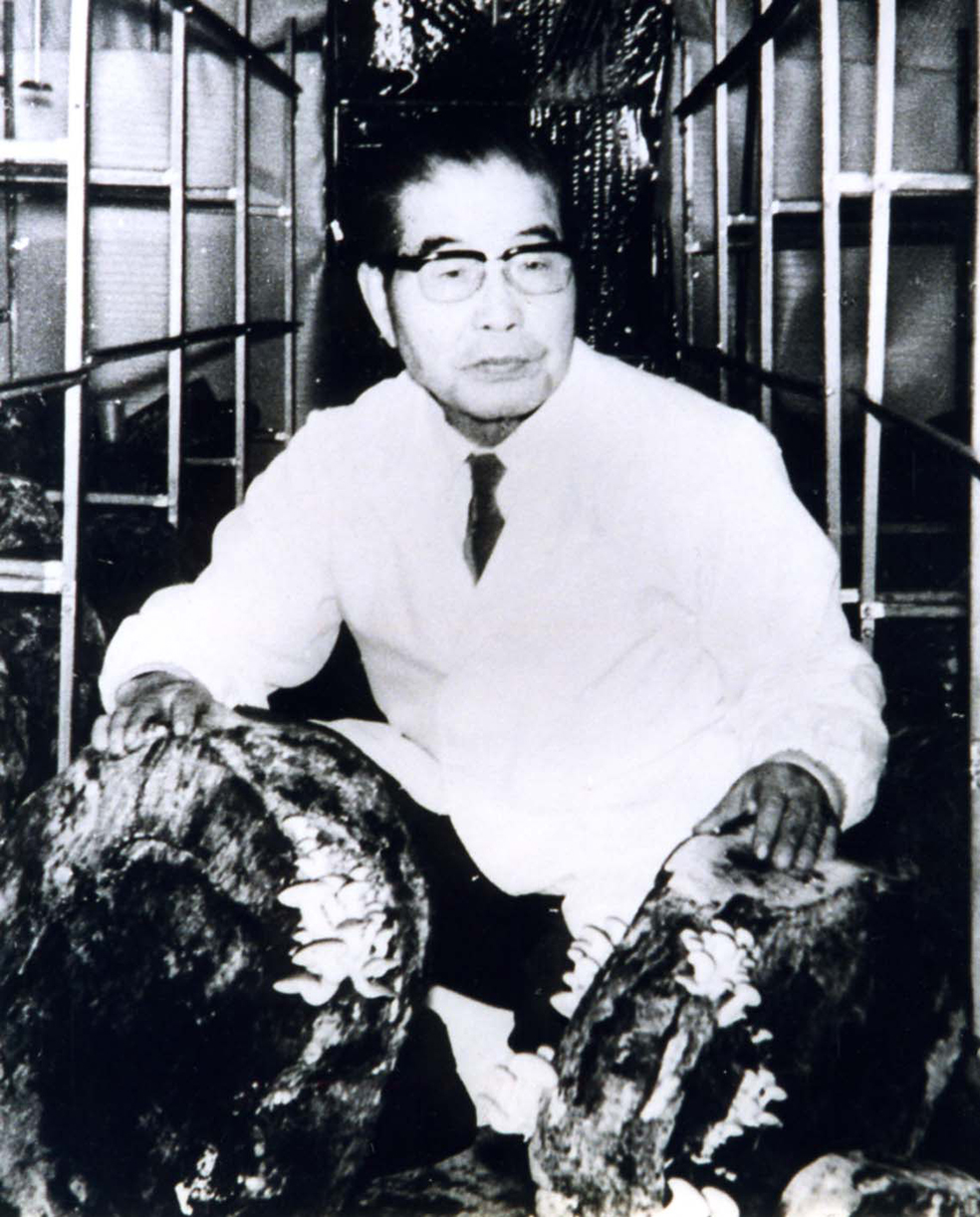
Dr. Iwade Inosuke

## 略歴
- 1899年（明治32年）、三重県久居市（現津市久居）生まれ。
- 東京帝国大学農学部入学、菌類を理化学的に研究。その後、同大学文部教官に就任。
- 1926年（大正15年）、フランスからマッシュルームの種菌を取り寄せ東京大学農学部旧官舎で獣医学科の馬糞を利用して栽培に成功する。
- 1926年（昭和元年）、落ち葉を瓶に詰め殺菌後、シイタケ菌を接種し、シイタケの瓶栽培に成功する。
- 1927年（昭和2年）、瓶栽培にてシイタケ、エノキタケ、ヒラタケ、ナメコの栽培に成功する。
- 1938年（昭和13年）、マツタケの香り成分「マツタケオール」の科学的人工合成に成功する。これにより日本林学会奨学賞、白沢賞を受賞。
- 1939年（昭和14年）、食用菌藻類と其の培養（西ヶ原刊行舎発行）出版。
- 1950年（昭和25年）、三重大学農学部教授に就任。森林菌学を教える。
- 1955年（昭和30年）、農学博士（東京大学）[1]
- 1955年（昭和30年）、椎茸栽培の手引き（菌類研究所関東分室発行）出版。
- 1958年（昭和33年）、キノコ類の培養法（地球社）出版。およそ30年に渡り増刷される。
- 1962年（昭和37年）、三重大学を退官。
- 1963年（昭和38年）、きのこの普及と研究を目的とした岩出菌学研究所を設立。
- 1975年（昭和50年）、ヒメマツタケの人工栽培に世界で初めて成功する。
- 1980年（昭和55年）、三重県より県民功労賞を贈られる。

## 主要論文

### 単独
- 「マツタケ及びシイタケの香成分に関する研究」 東京大学博士論文, 1955-01-19, NAID 500000494225
- 「菌蕈類の特殊成分に關する研究(第一報)」『日本林學會誌』 Vol.16 (1934) No.9 P.757-760, doi:10.11519/jjfs1934.16.9_757
- 「菌蕈類の特殊成分に關する研究(第二報) 其一「まつだけ」の香成分に就て(第二報)」『日本林學會誌』 Vol.18 (1936) No.7 P.528-536, doi:10.11519/jjfs1934.18.7_528
- 「菌蕈類の特殊成分に關する研究」『日本林學會誌』 20(7), 387-391, 1938-07-10,NAID 110002835431, doi:10.11519/jjfs1934.20.7_387
- 「キノコ類の香成分に関する研究-1-」 三重大学農学部学術報告 (11), 1955-10, NAID 40018522416

### 共著
- 三浦伊八郎、岩出亥之助、「歐州海岸松及日本黒松の松脂採取比較試驗成績」 日本林學會誌 16(6), 481-486, 1934-06-10, NAID 110002835023, doi:10.11519/jjfs1934.16.6_481
- 三浦伊八郎, 岩出亥之助, 澤田滿喜 「菌蕈類の化學的組成分及生理的關係に就ての研究(第一報)」『日本林學會誌』 17巻 11号 1935年 p.599-613, doi:10.11519/jjfs1934.17.11_599
- 三浦伊八郎, 岩出亥之助, 澤田滿喜 「菌蕈類の化學的組成分及生理的關係に就ての研究(第二報)」『日本林學會誌』 18巻 6号 1936年 p.415-426, doi:10.11519/jjfs1934.18.6_415
- 三浦伊八郎, 岩出亥之助, 澤田滿喜 「菌蕈類の特殊成分に關する研究(第3報) 其の一“まつだけ”の香成分に就て(第3報)」『日本林學會誌』 19巻 9号 1937年 p.421-429 , doi:10.11519/jjfs1934.19.9_421
- 三浦伊八郎, 岩出亥之助, 澤田滿喜子 「菌蕈類の化學的組成分及生理的關係に就ての研究(第4報)(本會春季講演大會講演要旨)」『日本林學會誌』 20(4), 82, 1938-04-20, NAID 110002975154
- 岩出亥之助, 福住俊郎, 柳川林八 「木材腐朽菌に対するシイタケ菌の拮抗現象に関する研究」『東京大学農学部演習林報告』 (43), 111-126, 1952-06, hdl:2261/22806, NAID 120001093106